# Điền Phức Chân

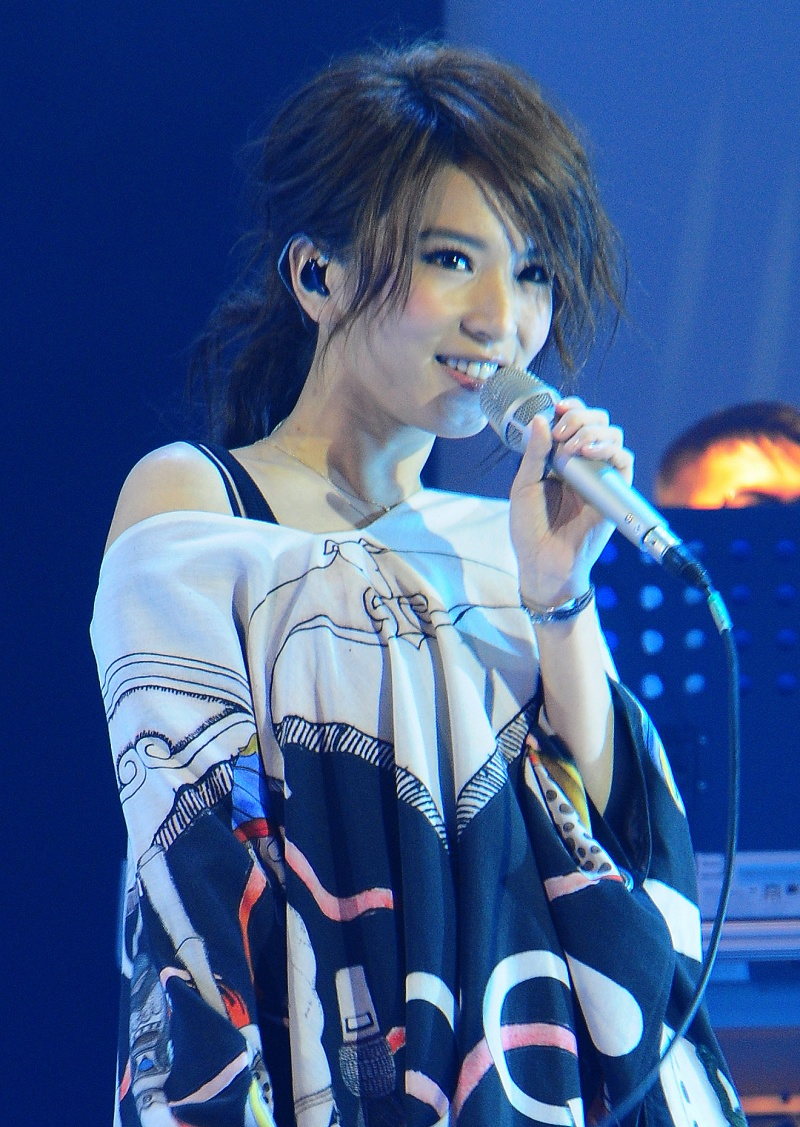
Hebe Tien (2010)

Điền Phức Chân (Tiếng Hoa: 田馥甄; bính âm: Tián Fùzhēn), được biết đến nhiều hơn với tên gọi Hebe, sinh ngày 30 tháng 3 năm 1983 tại Tân Trúc, Đài Loan. Cô là một ca sĩ, diễn viên, host chương trình truyền hình, và đặc biệt nổi tiếng với tư cách thành viên của nhóm nhạc nữ Đài Loan S.H.E Cô là con thứ 2 trong gia đình mình. Năm 18 tuổi, Hebe rời Tân Trúc chuyển đến Đài Bắc sau khi cô có được hợp đồng làm ca sĩ. Hebe đã kết thúc chương trình phổ thông nhưng không vào đại học.

## Sự nghiệp
Tháng 8 năm 2000, HIM International Music tổ chức "Đại hội nữ sinh duyên dáng tài năng Hoàn vũ 2000" nhằm tìm kiếm gương mặt nghệ sĩ mới độc quyền cho thương hiệu của mình. Các nhân viên chương trình truyền hình "Cruel Stage" đã động viên Hebe tham gia vào cuộc thi này. Cuộc thi thu hút khoảng 1000 thí sinh, và sau một số vòng đấu loại, 7 ứng cử viên đã lọt vào vòng chung kết. Tại vòng đầu tiên, Hebe đã bị vỡ giọng khi hát ca khúc Return Home. Rút kinh nghiệm, cô đã quyết định chọn Loving You của ca sĩ người Singapore Kit Chan - một ca khúc tông thấp hơn - cho vòng chung kết. Tuy nhiên, vì chưa tập luyện nhiều với ca khúc này, 10 giây cuối cùng Hebe đã không hát. Sau đó, một công ty thu âm Đài Loan đã thử giọng cả bảy cô gái. Người quản lý công ty đó đã khen ngợi giọng hát khỏe, cá tính và đầy nội lực của cô. Kết quả, Hebe được mời làm thành viên của nhóm nhạc nũ S.H.E cùng với Nhậm Gia Huyên và Trần Gia Hoa, chính thức trở thành ca sĩ độc quyền của hãng thu âm Đài Loan HIM International Music.

### Hát đơn
- Khi là thành viên S.H.E, Hebe có 2 ca khúc cá nhân được phát hành, Too Much và Someone Loves You Instead of Me, cả hai ca khúc này đều nằm trong album phòng thu đầu tiên của S.H.E "Girls Dormitory" (女生宿舍 Ký túc xá nữ sinh).
- Khi tham gia 2 bộ phim truyền hình Đài Loan, Hebe cũng có 2 ca khúc solos, "Ferris Wheel" (摩天輪), trong bộ phim Reaching from a Star(真命天女 Vươn tới một ngôi sao), và Too Late (來不及 Lai Bu Ji), cho Bull Fighting (鬥牛, 要不要 Đấu ngưu, có muốn không)
- Hebe phát hành album cá nhân đầu tay của cô, To Hebe, vào ngày 3 tháng 9 năm 2010, trong khi S.H.E vẫn tiếp tục hoạt động. 2 ca khúc,寂寞寂寞就好" (Its OK to be lonely) và "Love?" đứng vị trí thứ 11 và 35 tại bảng xếp hạng Hit Fm 100 ca khúc của Hit Fm Đài Loan

### Song ca
- Hebe song ca cùng nhóm Phi Luân Hải ca khúc "Only Have Feelings For You" (只對你有感覺 Anh chỉ có cảm giác đối với em). Ca khúc này được thu âm cho album nhạc phim Tokyo Juliete (東方茱麗葉 nàng Juliete), sau đó tiếp tục xuất hiện trong album phòng thu đầu tiên của Phi Luân Hải.
- Hebe và Phi Luân Hải tiếp tục song ca trong nhiều buổi hòa nhạc của S.H.E, trong đó nổi tiếng nhất là buôi hòa nhạc "Lâu đài di động" tại Đài Bắc năm 2006 và tại Singapore năm 2007.
- Tại giải thưởng âm nhạc Sprite Hong Kong năm 2007,"Only Have Feelings For You" đã đem lại cho Phi Luân Hải và Hebe giải "Ca khúc song ca Đài Loan xuất sắc nhất".
- Với sở trường là những nốt cao, Hebe đã được ca sĩ đồng hương Sandee Chan lựa chọn song ca cùng trong ca khúc "离别曲" hay "Farewell Song", được sáng tác dựa trên một gia điệu nổi tiếng của Chopin.

### Hòa nhạc cá nhân và song ca
- Hebe chuẩn bị có buổi hòa nhạc kết hợp đầu tiên cùng Yoga Lin tại Melbourne và Sydney vào tháng 5 năm 2014.

Hebe đã chơi trống solos tại buổi hòa nhạc Perfect 3 World Tour concerts.
- Hebe cũng có một vài ca khúc cá nhân trong các buổi hòa nhạc của S.H.E, bao gồm She's The One của Robbie Williams, "Xuan Mu" (旋木) của Vương Phi, và "Meng Xing Le" (夢醒了) của Na Anh, ca khúc này sau đó cũng được Vương Phi thể hiện lại.
- Hebe song ca "Gotta Love" (不得不愛) cùng Phan Vỹ Bá trong buổi hòa nhạc Perfect 3 World Tour của S.H.E
- Ngoài ra, Hebe còn có nhiều ca khúc đơn ca và song ca trong các buổi hòa nhạc của S.H.E cũng như của các ca sĩ khác.

## Bài hát

### Album
| Số thứ tự Album | Album                 | Phát hành ngày            | Hãng phát hành          |
| --------------- | --------------------- | ------------------------- | ----------------------- |
| 1st             | To Hebe (田馥甄)      | ngày 3 tháng 9 năm 2010   | HIM International Music |
| 2nd             | My Love (田馥甄)      | ngày 2 tháng 9 năm 2011   | HIM International Music |
| 3rd             | 渺小 (田馥甄)         | ngày 29 tháng 11 năm 2013 | HIM International Music |
| 4th             | Ngày Thường(Ri Chang) | 13/07/2016                | HIM                     |
| 5th             | Time Will Tell        | 25/9/2020                 | Hà Lạc                  |

### Buổi hòa nhạc DVD
| Thông tin DVD | Danh sách ca khúc | Bonus DVD |
| --- | --- | --- |
| Love! To Hebe (Live in Concert/MV DVD) (Love! 田馥甄 To Hebe影音館) - Ngày phát hành: ngày 3 tháng 12 năm 2010 - Hãng phát hành: HIM International Music | 1. Opening 2. "Love!" (rock version) 3. "Come Together" - originally by The Beatles 4. "I Kissed A Girl" 5. "離島" (Islands) 6. "舞孃" 7. "To Hebe" 8. "Trouble" ban đầu của Coldplay 9. "You’re Beautiful" ban đầu của James Blunt 10. "超級瑪麗" (Super Mary) 11. "Cry Me A River" 12. "Like A Star" 13. "情歌" (Love Song) 14. "沒有管理員的公寓" (Apartment With No Manager) 15. "Doctor Blind" 16. "Ha-Ha" 17. "哭了" (Crying) 18. "我對不起我" 19. "我想我不會愛你" 20. "我要去哪裡" 21. "寂寞寂寞就好" 22. "你太猖狂" (You Are Too Savage) 23. "葉子" (Leaf) - originally by Ah San (阿桑) 24. "Love!" 25. Bonus tracks: "我真的受傷了" (I am Hurting)/"I Believe" | MV DVD với các tính năng karaoke 1. Love! MV 2. "寂寞寂寞就好" MV 3. "你太猖狂" (You Are Too Savage) MV 4. "To Hebe" MV 5. "我想我不會愛你" MV 6. "超級瑪麗" (Super Mary) MV |
| To My Love (Live in Concert/MV DVD) (田馥甄 To My Love 影音館) - Ngày phát hành: ngày 20 tháng 1 năm 2012 - Hãng phát hành: HIM International Music      | 1. "Love" 2. "My Love" 3. "開門見山" 4. "Dance Dance Dance" 5. "要說什麼" 6. "影子的影子" 7. "無事生非" 8. "你太猖狂" 9. "Loving Strangers" 10. "我想我不會愛你" 11. "烏托邦" 12. "花花世界" 13. "魔鬼中的天使" 14. "尼可拉斯" 15. "請你給我好一點的情敵" 16. "Girl With One Eye" 17. "Bang Bang (My Baby Shot Me Down)" 18. "還是要幸福" 19. "等著你回來" 20. "妳" 21. "寂寞寂寞就好" 22. "Love!" 23. "將愛" 24. "愛情" 25. "To Hebe" 26. "The Best Of My Love影音組曲" 27. Bonus tracks: "PS. To My Love" | MV DVD với các tính năng karaoke 1. "My Love" MV 2. "還是要幸福" MV 3. "請你給我好一點的情敵" MV 4. "魔鬼中的天使" MV 5. "花花世界" MV 6. " 無事生非" MV                     |

### Hòa nhạc đơn
| Thông tin | Danh sách ca khúc |
| --- | --- |
| 330 Music Tien - Ngày: 30 tháng 3 năm 2010 - Địa điểm: The Wall, Đài Bắc | 1. Change my heart 2. 懷念 3. Save me from myself 4. 愛情 5. Close to you 6. 月亮代表我的心 7. 無言花 8. Not going anywhere 9. If you want me 10. 330想想你 11. 圍巾 12. 體會 13. Daydreamer 14. 然後怎樣 15. I wish you love 16. 那天 |
| Love! To Hebe Concert - Ngày: 8–10 tháng 10 năm 2010 - Địa điểm: Legacy, Đài Bắc - Buổi hòa nhạc cũng đã tổ chức thành tour diễn tại nhiều địa điểm khác như sau: 1. Trung tâm Thương mại và Triển lãm Quốc tế Kowloonbay, Hong Kong (6 tháng 11 năm 2010) 2. Khu nghỉ dưỡng World Sentosa, Singapore (15 tháng 1 năm 2011) 3. Trung tâm Thể dục Quốc tế Thượng Hải, Thượng Hải, Trung Quốc (19 tháng 3 năm 2011) 4. Trung tâm Triển lãm Bắc Kinh, Bắc Kinh, Trung Quốc (26 tháng 3 năm 2011). | 1. Love!(搖滾版) 2. Come Together—The Beatles 3. I Kissed A Girl—Katy Perry 4. 離島 5. 舞孃—蔡依林 6. To Hebe 7. Trouble—Coldplay 8. You're Beautiful－James Blunt 9. 超級瑪麗 10. Cry Me A River－Lisa Ekdahl版本 11. Like A Star－Corinne Bailey Rae 12. 情歌—陳珊妮 13. 沒有管理員的公寓 14. Dr. Blind — Emily Haines & The Soft Skeleton 15. Ha Ha — Emiliana Torrini 16. 哭了－范曉萱 17. 我對不起我 18. Die Alone－Ingrid Michaelson 19. 我想我不會愛你 20. 我要去哪裡－范曉萱 & 100% 21. 寂寞寂寞就好 22. 你太猖狂 23. 葉子－阿桑 (Performed on 8 Oct 2010) 24. 我真的受伤了－张学友 (Performed on 9 Oct 2010) 25. I Believe－范逸臣 (Performed on 10 Oct 2010) 26. 无言花－江惠(Performed on 10 Oct 2010) 27. Superstar－S.H.E [Reggae Style](Performed on 10 Oct 2010) 28. Love! |
| To My Love Concert - Thời gian: 3–4 tháng 12 năm 2011 - Địa điểm: Trung tâm Thể thao Đại học Quốc gia Đài Loan, Đài Bắc | 1. LOVE - John Lennon 2. My Love 3. 開門見山 - 张惠妹 4. Dance Dance Dance - Lykke Li 5. 要說什麼 6. 影子的影子 7. 無事生非 8. 你太猖狂 9. Loving Strangers - Russian Red 10. 我想我不會愛你 11. 烏托邦 12. 花花世界 13. 魔鬼中的天使 14. 尼可拉斯 - 陈姗妮 15. 請你給我好一點的情敵 16. Girl With One Eye - Florence and The Machine 17. Bang Bang (My Baby Shot Me Down) - Nancy Sinatra 18. 還是要幸福 19. Lonely - Yael Naim 20. Hourglass - Mindy Gledhill 21. 等著你回來 - 白光 22. 妳 23. 寂寞寂寞就好 24. Love! 25. 愛情－莫文蔚 (Thực hiện ngày 3 tháng 12 năm 2011) 26. 你会当树吗 - 魏如萱 (Thực hiện ngày 3 tháng 12 năm 2011) 27. 囚鳥 - 彭羚 (Thực hiện ngày 4 tháng 12 năm 2011) 28. 將愛－王菲 (Thực hiện ngày 4 tháng 12 năm 2011) 29. To Hebe                           |